# Yamatarotes
Yamatarotes is een geslacht van insecten uit de orde vliesvleugeligen (Hymenoptera) en de familie Ichneumonidae.

## Soorten
- Y. aequoris Momoi, 1968
- Y. bicolor Uchida, 1929
- Y. convexus Chiu, 1971
- Y. chishimensis (Uchida, 1929)
- Y. evanidus Momoi, 1968
- Y. filipjevi (Meyer, 1930)
- Y. nigrimaculans Wang, 1986
- Y. obtusus Momoi, 1968
- Y. qianensis Sheng & Sun, 2010
- Y. undentalis Wang, 1986
- Y. yunnanensis Wang, 1986